# ساختمان مطب دکتر ضیائی
ساختمان مطب دکتر ضیائی؛ نام ساختمانی تاریخی مربوط به دورهٔ پهلوی است و در شهرستان مشهد، شهر مشهد، تقاطع خیابان ارگ و خسروی، ضلع شمالی خیابان خسروی، پلاک ۲۱ واقع شده و این اثر در تاریخ ۲۵ آبان ۱۳۸۴ با شمارهٔ ثبت ۱۳۸۸۲ به‌عنوان یکی از آثار ملی ایران به ثبت رسیده‌است.